# Arkansaurus fridayi
Arkansaurus (il cui nome significa "sauro dell'Arkansas") è un genere estinto di dinosauro teropode ornitomimosauro vissuto nel Cretaceo inferiore, (Aptiano-Albiano), in Arkansas, USA. Il genere contiene una singola specie, ossia A. fridayi.

## Descrizione
Arkansaurus era, probabilmente, un dinosauro onnivoro e, come la maggior parte degli ornithomimosauri, doveva essere una creatura leggera ed adatta alla corsa, che poteva raggiungere una lunghezza compresa tra 1,8 e i 4,6 metri (6-15 piedi). Sebbene l'animale sia conosciuto solo per un piede incompleto, sono state rinvenute alcune orme risalenti allo stesso periodo a cui è stato datato l'olotipo, a nord di Moab, nello Utah, nel sito di Dinosaur del Mill Canyon, nel Membro Ruby Ranch della Formazione Cedar Mountain (Cretaceo inferiore). Questo sito conserva anche le orme e tracce di ankylosauri, hadrosauri, sauropodi e diverse classi di teropodi di varie dimensioni, insieme a coccodrilli e uccelli. Una fauna simile è stata ritrovata anche nella Trinity Group, in Arkansas.

## Storia della scoperta
Nell'agosto del 1972, Joe B. Friday, proprietario di una stazione di servizio a Locksburg, nell'Arkansas, notò alcuni avvoltoi che volavano sopra la sua terra. Controllando le sue mucche, notò alcune ossa fossili affiorare in un fossato vicino alla strada, dove era stata recentemente rimossa della ghiaia per la ricostruzione dell'Arkansas Highway 24. Friday disotterrò le ossa e per alcuni mesi mise in mostra i fossili nella sua stazione. A quel tempo, nessuno li riconobbe come ossa di dinosauro, finché, un professore di geologia all'Università dell'Arkansas ed ex residente della vicina città di Nashville, Doy Zachry Jr., portò le ossa al suo collega presso l'Università dell'Arkansas, il paleontologo Dr. James H. Quinn. Quinn riconobbe i resti fossili come appartenenti ad un dinosauro e preparò le ossa, dopodiché portò i resti all'incontro annuale della Società di paleontologia dei Vertebrati a Lincoln, Nebraska, nell'autunno del 1972. Una volta lì, le ossa furono esaminate da esperti sia negli Stati Uniti che in Europa, che interpretarono i resti come appartenenti ad un animale simile ad Ornithomimus. Quinn presentò per la prima volta i fossili nel 1973 al meeting della Geological Society of America a Little Rock, in Arkansas.
Nel marzo 1973, il dottor Quinn e Benjamin Clardy dell'Arkansas Geological Commission andarono nell'area nella fattoria di Friday in cui erano stati recuperati i resti, sperando di trovare altri fossili. Il sito era una fossa scavata per la costruzione di una strade e i fossili erano stati estratti dalla Trinity Group, una formazione risalente al Cretaceo inferiore. Sfortunatamente, tutto quello che gli scienziati riuscirono a trovare fu un singolo osso del piede. Pertanto, venne ipotizzato che le ossa si fossero disperse durante i fenomeni di fossilizzazione o durante la costruzione della strada. L'esemplare raccolto fino ad allora comprendeva: tre metatarsi, quattro falangi e tre artigli.
Sono stati fatti quattro calchi delle ossa. Questi calchi furono consegnati alla famiglia di Friday, all'Università dell'Arkansas, alla Commissione Geologica dell'Arkansas e al Museo della Scienza e della Storia Naturale dell'Arkansas. Il calco dell'Università dell'Arkansas è esposto in un'aula dell'Ozark Hall. Il Museo della Scienza e della Storia Naturale dell'Arkansas possedeva anche una grande statua del dinosauro esposta insieme al calco dell'esemplare per molti anni, quando il museo si trovava al Tower Building. Le ossa originali, donate all'Università da Friday, attualmente risiedono presso le collezioni del Museo dell'Università dell'Arkansas, ora ospitate presso l'Arkansas Archaeological Survey di Fayetteville, in Arkansas.
Quinn intendeva nominare la specie "Arkansaurus fridayi", ma nel 1977 perse la vita in una caduta che gli fu mortale mentre era alla ricerca di fossili nel Nebraska. Il nome Arkansaurus apparve per la prima volta in stampa in un libro di scienze popolari di Helen Roney Sattler, nel 1983, rimanendo un nomen nudum non valido. Il nome completo della specie fu pubblicato per la prima volta da Angela K. Braden nel 1998, menzionando che Quinn aveva usato in modo informale la combinazione "Arkansaurus fridayi".
Nel gennaio 2017, il rappresentante Greg Leding, D-Fayetteville, presentò una proposta di legge alla Legislatura dell'Arkansas per designare Arkansaurus come Dinosauro di Stato. L'idea originale del disegno di legge fu proposta dal liceale Mason Cypress Oury, che, accompagnato dal rappresentante Leding, ha presentato una versione modificata del disegno di legge a un panel di House e ha risposto alle domande. Tra i suoi ragionamenti per l'adozione di Arkansaurus come Dinosauro di Stato, Oury ha sottolineato che l'Oklahoma, il Texas e il Missouri hanno tutti elencati Dinosauri di Stato, e l'Arkansas ha già 24 simboli di stato designati, e poiché era il 25º stato ad essere ammesso al sindacato, aveva senso aggiungere un altro simbolo. Il progetto di legge è stato approvato dal governatore il 17 febbraio 2017.
Arkansaurus è stato dichiarato il Dinosauro di Stato ufficiale dell'Arkansas nel 2017. L'esemplare era stato scoperto a Lockesburg, in Arkansas, ed era stato identificato come un ornitomimosauro basale, il cui parente più stretto era Nedcolbertia. Arkansaurus prende il nome dallo stato dell'Arkansas e dal suo scopritore Joe B. Friday, che ha trovato il piede fossilizzato del dinosauro sulla sua terra nel 1972. È l'unico fossile di dinosauro attualmente descritto dall'Arkansas. Il fossile è stato ufficialmente descritto nel 2018 dai paleontologi ReBecca Hunt-Foster e James Harrison Quinn nel Journal of Vertebrate Paleontology.
La descrizione ufficiale di questo dinosauro è stata pubblicata il 19 marzo 2018 nel Journal of Vertebrate Paleontology, dai paleontologi ReBecca Hunt-Foster e, postumo, James H. Quinn. Lo studio ha determinato che i fossili contengono una combinazione di dettagli anatomici unici, come gli unguali differenziati, il terzo metatarso compresso lateralmente di forma ovoidale in vista prossimale e un unguale distale con un tubercolo flessorio molto debole, privo di speroni. La condizione di questo terzo metatarso suggerisce che Arkansaurus fridayi è più basale rispetto agli ornitomimosauri asiatici di età simile, ma coerente con le forme più antiche del Nord America, come Nedcolbertia.